# La Sagrera (metrostation)
La Sagrera is een metrostation van de metro van Barcelona in het district Sant Andreu onder een van Barcelona's belangrijkste verkeersaders, de Avinguda Meridiana. Het station wordt aangedaan door de lijnen L1, L5, L9 en L10. Het station heeft ingangen vanaf de Avinguda Meridiana en vanaf Carrer de Hondures. Parallel aan het station van lijn 1 is er een tunnel met een remise voor treinstellen van die lijn. 

## Geschiedenis
Sagrera werd geopend toen lijn I in 1954 werd uitgebreid vanaf Navas. De perrons van dit station waren georganiseerd volgens de Spaanse methode. In 1959 werd het station uitgebreid met de halte voor lijn 5, dan nog lijn II genaamd, die van Sagrera naar Vilapicina loopt. In 1970 wordt deze lijn II deel van lijn V, als een verbinding tussen Diagonal en La Sagrera wordt geopend en deze twee lijnen aan elkaar verbindt. Ook dit station aan lijn 5 heeft bij de opening perrons georganiseerd volgens de Spaanse methode. In 1982 worden de Romeinse cijfers in de lijnnummers vervangen door Arabische cijfers. 
In het eerste decennium van de 21e eeuw wordt het station grondig verbouwd voor 87 miljoen euro. De perrons in beide haltes worden gewijzigd en de Spaanse methode moet plaats maken voor eilandperrons. Sinds juni 2010 is La Sagrera ook het (voorlopige) eindpunt van de gecombineerde lijn 9/10 door middel van een halte op 37 meter diepte, en sinds 26 juni van dat jaar is er een aansluiting op het nieuwe station La Sagrera - Meridiana voor Rodalies-lijnen R3 en R4, dat in de toekomst ook het eindpunt van R7 zal zijn.

## Verbouwing en toekomst
Naast de al gerealiseerde veranderingen in het station, staat de aanbouw van de toekomstige verlenging van lijn 4 vanaf La Pau gepland. Het huidige kopstation voor lijn 9/10 wordt het eindstation van lijn 4. Lijn 9/10 krijgen een nieuw station parallel hieraan. 
Ook wordt er in de omgeving een HSL-treinstation La Sagrera - TAV gebouwd. Als deze af is, zal het metrostation La Sagrera de naam La Sagrera-Meridiana krijgen. Dit om verwarring te voorkomen met het toekomstige metrostation La Sagrera - TAV.
Als alle bouwwerkzaamheden achter de rug zijn, zal La Sagrera het belangrijkste openbaar vervoerknooppunt van de stad worden, een rol die nu nog is weggelegd voor Barcelona Sants.